# Ethel Xochitiotzin Pérez
Ethel Xochitiotzin Pérez (Contla de Juan Cuamatzi, Tlaxcala) es escritora de poesía en náhuatl y profesora del idioma náhuatl.

## Biografía
Estudió Literatura en Lengua y Literatura Hispanoamericana en la Universidad Autónoma de Tlaxcala.En 2016 obtuvo la certificación como traductora en lengua náhuatl por el Instituto Nacional de Lenguas Indígenas.
En el 2005 empezó a dar clases de náhuatl, se enfoca en el habla y escritura por lo que ha desarrollado un método de enseñanza con orientación a la gramática de esta lengua.
Ha dado clases en el Instituto de Capacitación para el Trabajo del Estado de Tlaxcala (Icatlax) en el municipio de San Pedro Tlalcuapan y en la Casa del Artista. Es parte de la asociación “Xochitlahtol” a través de la cual se enseña náhuatl en la ciudad de Tlaxcala. Participó en un taller de narrativa y en una antología bilingüe del Programa de Acciones Culturales Multilingües y Comunitarias (PACMYC).
Recibió la beca del Fondo Estatal para la Cultura y las Artes de Tlaxcala en el 2000 y la beca para Jóvenes Creadores en Lenguas Originarias en el 2008. 

## Obra
Ha publicado tres libros de poesía en náhuatl, uno más de leyendas tradicionales, además de la inclusión de sus poemas en antologías de poetas indígenas.
- En 2012 se publicaron sus poemas en el libro "Pensamiento y voz de Mujeres Indígenas" por el Instituto Nacional de Lenguas Indígenas (INALI). Recibió un reconocimiento en el Museo Nacional de Antropología en el 2012.[5]
- Es coautora del libro "Ameyal Tlajtolistli/Manantial de Palabras" (Manual del Náhuatl de Tlaxcala, 2014). Editado por el Instituto Tlaxcalteca de Cultura (ITC).[2][6][7]
- En 2017, con el apoyo de la beca del Programa de Apoyo a las Culturas Municipales y Comunitarias, publicó el libro “Amaca quinixmati in huehuetqueh”, en el que rescata leyendas del municipio de Contla, Tlaxcala.
- En 2020 se publicó el libro de poemas “Tlaoxticah in tlahtolli”, que muestra la cosmovisión de las comunidades indígenas tlaxcaltecas, con apoyo de la Universidad de Varsovia.[1][8]

## Ponencias
En marzo de 2020 presentó un libro de poemas en la Universidad de Varsovia, como resultado de un encuentro cultural en el municipio de Contla.
En 2021 presentó la ponencia Haré volar mis versos con el aroma de la tierra (poesía en náhuatl) en el evento de “Escritura Antigua, Voces Contemporáneas: Descolonizando el Quincentenario Mesoamericano”, un evento en línea coordinado por el Museo Británico.
En 2024 participó en la feria del libro de Tijuana en la mesa de diálogo sobre Mujeres poetas indígenas. 